# Yoko (Film)
Yoko ist ein deutscher, teils animierter Kinderfilm mit österreichischer und schwedischer Koproduktion von der Regisseurin Franziska Buch, basierend auf den Geschichten von Knister. Der Film wurde 2012 produziert.

## Handlung
Als die elfjährige Pia mal wieder in ihr Baumhaus flüchtet, kann sie es nicht fassen: Ein weißes Tier tanzt zur Musik ihres MP3-Players. Zuerst erschrecken beide, aber am Ende wird der Yeti doch ein echter Freund für Pia, und sie versucht ihn, so gut wie möglich, versteckt zu halten. Doch Pia ist nicht der einzige Mensch, der das Tier haben will. Ein Zoodirektor beauftragt seinen Komplizen, das Tier zu fangen, um einer der berühmtesten Männer der Welt zu werden. Pia versucht mit Hilfe ihrer Schwester Marcella und ihres Freundes Lukas, die Pläne der Tierfänger zu durchkreuzen.

## Hintergrund
Die Darstellung des Yetis Yoko wurde der jeweiligen Szene entsprechend mit dem kleinwüchsigen Schauspieler Laurentsio Pettersson in einem Kostüm oder über eine Computer-Animation realisiert. Seine Stimme erhielt er von Pierre Peters-Arnolds.

## Produktion
Der Film wurde von den deutschen Produktionsgesellschaften Blue Eyes Fiction, Columbia Pictures, Fido Film AB und Arnold & Richter Cine Technik in Koproduktion mit dem Österreichischen Filminstitut und Dor Film hergestellt.
Es wurde an rund 43 Tage gedreht, unter anderem im Zoo Augsburg, in Eching am Ammersee, in Wien, Hessen, in Baden-Württemberg und im Studio Babelsberg.